# باشگاه فوتبال ایرتیش امسک
باشگاه فوتبال ایرتیش امسک (روسی: Иртыш Омск) یک باشگاه فوتبال در شهر امسک کشور روسیه است. این باشگاه در لیگ حرفه‌ای فوتبال روسیه بازی می‌کند. این باشگاه در سال ۱۹۴۶ تأسیس شده‌است. ورزشگاه ستاره سرخ محل برگزاری بازی‌های خانگی این باشگاه است.